# Хелтер Скелтер (фильм, 2004)
«Хелтер Скелтер» (англ. Helter Skelter; рус. Кавардак [Суматоха]; по названию песни The Beatles) — американский телевизионный фильм 2004 года режиссёра Джона Грея, снятый по заказу телеканала CBS. Экранизация книги американского юриста Винсента Буглиози об известном преступнике Чарльзе Мэнсоне. Ремейк одноимённого художественного фильма 1976 года.

## Сюжет
В фильме рассказывается о событиях, произошедших в августе 1969 года, когда так называемая «Семья» во главе с Чарльзом Мэнсоном совершила множество убийств.

## В ролях
- Джереми Дэвис — Чарльз Мэнсон
- Клеа ДюВалл — Линда Касабиан
- Эллисон Смит — Патриция «Кэти» Кренуинкел
- Эрик Дейн — Чарльз «Тэкс» Уотсон
- Мэри Линн Райскаб — Линетт «Сквики» Фромм
- Майкл Уэстон — Роберт Босолей
- Рик Гомес — Милио
- Роберт Джой — детектив Морризи
- Грэм Беккел — Джерри
- Крис Эллис — сержант Уители
- Изабелла Хофманн — Розмари Лабьянка
- Роберт Костанцо — Лено Лабьянка
- Чеселка Ли — Кэтрин «Китти» Лютсингер
- Уитни Дилан — Шэрон Тейт
- Сьюзэн Руттан — миссис Касабиан
- Маргарит Моро — Сюзан «Сэди» Эткинс
- Бруно Кёрби — Винсент Буглиози
- Кай Леннокс — Стив «Клем» Гроган[англ.]
- Ник Джеймисон — Гэри Флешмен
- Кирк Б. Р. Уоллер — детектив Клеймэн
- Роберт Пайн — судья Кин
- Вольф Музер — шеф Дэвис
- Элизабет Энн Беннетт — Эбигейл Фолгер
- Патрик Фабиан — Джей Себринг
- Джеймс Вулветт — Гэри Хинмэн
- Кристофер Джейкобс — Деннис Уилсон
- Жанетт О’Коннор — Ронни
- Ким Штраусс — сержант Уильям Глисон
- Гвен МакГи — Уинифред Чэпмен
- Дэвид Аркерт — Джерри Рубин
- Эндре Хулс — полицейский
- Мора Соуден — Королева сплетен

## Номинации
- 2004 — Primetime Emmy Awards (лучшая музыкальная композиция — Марк Сноу)
- 2005 — Спутник
  - Лучший кинофильм
  - Лучшая женская роль в мини-сериале или кинофильме